# Internationella Konstnärer i Sverige
Internationella Konstnärer i Sverige (IKIS) var en förening för främjandet av konstnärer med utländskt påbrå eller födda utomlands. Föreningen bildades 1978 och upphörde 2011.
Föreningen medverkade i försöket att skapa ett museum med konstnärernas verk i det så kallade Invandrarnas Hus i Borås. Bland annat fanns det flera verk av Jörgen Nash. Projektet avslutades i och med att Invandrarnas Hus såldes 2012.
En presentation av över 300 invandrade konstnärer (även icke-medlemmar) finns kvar på Immigrant-institutets hemsida.
Medlemmar fanns över hela Sverige.